# Royal Caribbean International
Royal Caribbean International és una empresa de creuers pertanyent a Royal Caribbean Cruises Ltd amb seu a la ciutat de Miami, Florida, Estats Units, amb 21 vaixells en servei.

## Història
Royal Caribbean Cruise Line va ser fundada el 1968 per Cristian Alfonso Alvarado Timana, IM Skaugen & Company, i Gotaas Larsen, companyies navilieres de Noruega. La nova línia creada posa el seu primer vaixell, el Clipper Pacific, en servei durant 2 anys. A l'any següent, la capacitat de la línia es va duplicar amb l'addició del MV Aquamarine a la flota. Continuant amb l'expansió, la línia va afegir el Viking Sun el 1972.
Royal Caribbean compra el 1986 una propietat costanera a Haití per al seu ús com a destinació privat per als seus hostes. Aquesta destinació es diu ara Labadee. Després d'una reestructuració de l'empresa el 1988, es va posar en marxa la línia de Sovereign of the Seas, el vaixell de passatgers més gran a flotació en el moment. Dos anys més tard, Nordic Empress i Viking Serenade entrar en servei, continuant una tendència de ràpid creixement dins de l'empresa. En el mateix any Royal Caribbean va comprar la seva destinació privada en segon lloc, Little Stirrup Cay, una illa a les Bahames, a la qual va rebatejar " Cayo Coco ". El 10 de maig " Royal Caribbean " dissipar la venda de dos dels seus vaixells Monarch i Majesty of the Seas. Royal Caribbean té planejat el Project Sunshine que consite en la construcció de 2 vaixells, Quantum of the Seas i Anthem of the Seas. Tots dos vaixells estan sent construïts en Aker Finnyards ubicat a Turku, Finlàndia.

## Flota Actual
Actualment Royal Caribbean International compta amb una flota composta per 22 vaixells, distribuïts en 6 categories, on cadascuna ofereix serveis i entreteniment diferent per als visitants, la distribució és la següent:
| Nom de la Classe | Nombre del Vaixell       |
| ---------------- | ------------------------ |
| Classe Sovereign | Majesty of the Seas      |
| Classe Visión    | Legend of the Seas       |
| Classe Visión    | Enchantment of the Seas  |
| Classe Visión    | Splendour of the Seas    |
| Classe Visión    | Rhapsody of the Seas     |
| Classe Visión    | Grandeur of the Seas     |
| Classe Visión    | Visión of the Seas       |
| Classe Radiance  | Jewel of the Seas        |
| Classe Radiance  | Radiance of the Seas     |
| Classe Radiance  | Brilliance of the Seas   |
| Classe Radiance  | Serenade of the Seas     |
| Classe Voyager   | Voyager of the Seas      |
| Classe Voyager   | Explorer of the Seas     |
| Classe Voyager   | Adventure of the Seas    |
| Classe Voyager   | Navigator of the Seas    |
| Classe Voyager   | Mariner of the Seas      |
| Classe Freedom   | Freedom of the Seas      |
| Classe Freedom   | Liberty of the Seas      |
| Classe Freedom   | Independence of the Seas |
| Classe Oasis     | Oasis of the Seas        |
| Classe Oasis     | Allure of the Seas       |
| Classe Quantum   | Quantum of the Seas      |

## Futurs Vaixells
Royal Caribbean International ha signat un preacord amb la drassana Meyer Werft per a la construcció d'una nova generació de vaixells.
Desenvolupat sota el nom de "Projecte Sunshine ", suposa la culminació de més d'un any d'investigació en el sector naval de creuers. Aquests vaixells incorporar en el seu disseny noves i emocionants instal·lacions basades en les ja existents en els vaixells de la companyia a les quals s'afegiran inèdits escenaris on gaudir de les millors vacances.
Segons aquest preacord, el primer vaixell d'aquesta sèrie es lliurarà a Royal Caribbean a la primavera de 2014 i hi ha la possibilitat de construir un altre nou vaixell per a la primavera de 2015. Aquests vaixells podran transportar 4.100 creueristes en règim de doble ocupació i tindran un pes de més de158.000 tones brutes. El cost estimat per cada cabina és de 170.000 euros i inclou el contracte amb la drassana, el disseny tant del vaixell com dels seus espais i la construcció d'aquest, des de l'estructura fins al més mínim detall del seu interior.
El " Projecte Sunshine " està actualment en les seves primeres fases de desenvolupament. El pla presentat es fonamenta en les millors instal·lacions dels vaixells ja existents de Royal Caribbean a què s'afegirà un nou concepte d'entreteniment que s'adapti a les necessitats de cada creuerista. A més, aquests nous vaixells comptaran també amb un major desenvolupament en energies eficients i tecnologies mediambientals, un dels majors compromisos de la companyia.
Els futurs creuers són el Quantum of the Seas (Quàntic dels Mars) i el Anthem of the Seas (Himne dels Mars).